# El rapto de las mulatas
La obra "El rapto de las mulatas" fue concebida en 1938 por el pintor Carlos Enríquez, y constituye su credo artístico. Es una referencia derivada de "El rapto de las Sabinas". Por sus características visuales y la técnica empleada es una de las obras más importantes de la pintura cubana. 
Correos de Cuba incluyó esta pintura en una de sus emisiones de sellos postales sobre la obra del pintor Carlos Enríquez.
- Datos: Q5826359